# GLARE
GLARE é um acrônimo para laminado de metal e fibra de vidro reforçado ("GLAss-REinforced" Fibre Metal Laminate - FML), composto de diversas camadas muito finas de metal (geralmente alumínio) intermeadas por fibra de vidro "pre-preg", unidos por uma matriz tal como epóxi. As camadas de pre-preg unidirecionais podem ser alinhadas em diferentes direções de modo a se adequar às tensões previstas.
Embora o GLARE seja um material composto, suas propriedades e fabricação são similares das folhas brutas de alumínio metálico. Ele possui menos aspectos em comum com estruturas de compósito no que se refere a projeto, manufatura, inspeção e manutenção. Peças em GLARE são construídas e reparadas utilizando-se principalmente técnicas convencionais de materiais metálicos.
Suas maiores vantages sobre o alumínio convencional na construção de aeronaves são:
- melhor tolerância a falhas (especialmente impacto e fadiga de metal)
- melhor resistência a corrosão
- melhor resistência ao fogo
- menor peso específico

Além disto, é possível ajustar o material durante o projeto e a manufatura de modo que o número, tipo e alinhamento das camadas se ajuste às tensões locais e às formas da aeronave. Isto permite a produção de seções com curvatura dupla, paines complexos integrados e folhas muito grandes, por exemplo. 
Embora a manufatura de uma folha simples de GLARE seja mais cara do que sua equivalente em alumínio, reduções consideráveis nos custos de produção podem ser alcançadas pela utilização das facilidades citadas anteriormente. Uma estrutura convenientemente projetada com GLARE será significativamente mais leve e menos complexa do que uma equivalente em metal, requererá menos inspeção e manutenção e terá uma vida útil mais longa, tornando-se desta forma mais barata e segura.

## História
O GLARE é um dos FML de maior sucesso no mercado. Foi patenteado por Akzo Nobel em 1987 e atualmente é utilizado comercialmente no Airbus A380. A patente cita como inventores Roebroeks and Vogelesang, dois ex-professores da faculdade de engenharia aeroespacial da Delft University of Technology, na qual muito da pesquisa e desenvolvimento do GLARE foi feito durante os anos 70 e 80.
O aproveitamento dos benefícios do FML marcam o fim de uma longa história de pesquisa que se iniciou em 1945 na Fokker, onde experiências anteriores de fusão da de Havilland inspiraram a investigação de propriedades melhores dos laminados aluminícos em relação ao alumínio simples.
Posteriormente, o interesse da NASA em reforçar com materiais compostos peças metálicas do programa do Ônibus espacial levaram a introdução de fibras nas camadas fundidas e com isto surgiu o conceito de laminados de fibra e metal (FML).
Subsequentes pesquisas e cooperação da Universidade Delft, do Laboratório Aeroespacial Holandês NLR, da Alcoa e de várias outras companhias e instituições levaram ao primeiro FML: o ARALL, baseado em fibras aramidas Kevlar. Esta provou-se um tanto cara e com problemas de manufatura e aplicação (embora tivesse uma elevada resistência à tração; a compressão, a carga assimétrica e a repeticção cíclica de carga mostraram-se problemáticas).
Cabe observar que o GLARE é também o material utilizado na fabricação do ULD resistente a explosão ECOS3.

## Produção atual
Atualmente, GLARE está sendo produzido para o Airbus A380 em Stork Fokker no Países Baixos. A Stork Fokker inaugurou uma planta nova próxima a suas instalações anteriores em Papendrecht nos Países Baixo. Lá, a Stork Fokker é capaz de produzir folhas de GLARES de 4.5 m x 11.5 m incluindo os recortes para portas e janelas em uma fresa do estado-da-arte com movimentação em 5 eixos e mesa móvel.